# Albert Corey
Louis Albert Corey (ur. 16 kwietnia 1878 w Meursault, zm. 3 sierpnia 1926 w Paryżu) – francuski lekkoatleta specjalizujący się w biegach długodystansowych, dwukrotny medalista olimpijski.
W 1904 na rozegranych w Saint Louis letnich igrzyskach olimpijskich, zdobył dwa srebrne medale: w biegu maratońskim (reprezentując Francję) oraz w drużynowym biegu na 4 mile (w tzw. drużynie mieszanej).